# ماري صوفي شوارتز
ماري صوفي شوارتز  (بالسويدية: Marie Sophie Schwartz)‏(4 يوليو 1819 في بوراس- 7 مايو 1894 في ستوكهولم)، كاتبة سويدية. وتعد من أكثر الكتابات نجاحًا في أواخر القرن التاسع عشر في السويد.